# Canton de Capobianco
Pour les articles homonymes, voir Capobianco.
Le canton de Capobianco est une ancienne division administrative française, située dans le département de la Haute-Corse et la collectivité territoriale de Corse. Rogliano était son chef-lieu.

## Géographie

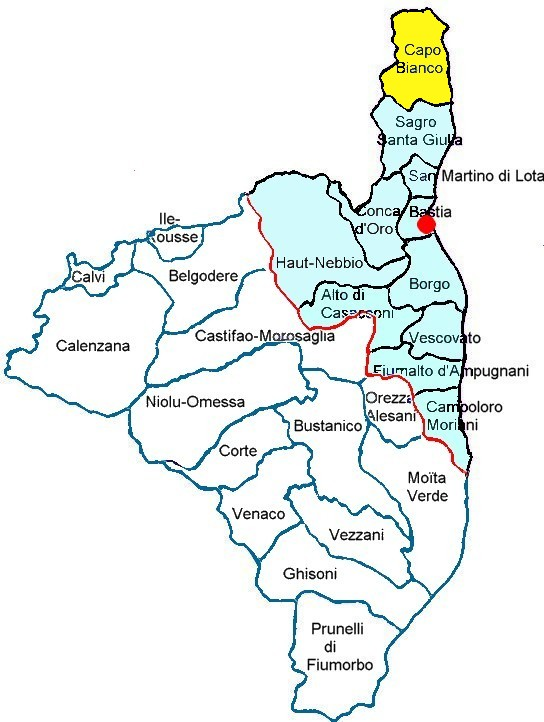
Localisation du canton de Capo Bianco (en jaune) avant 2015, dans l'arrondissement de Bastia (en bleu).

Le canton de Capobianco constituait l'extrémité nord du cap Corse et de l'île.

## Histoire
- De 1833 à 1848, les cantons de Luri et de Rogliano avaient le même conseiller général. Le nombre de conseillers généraux était limité à 30 par département[1].

- Le canton de Capobianco est créé en 1973 par la fusion de ceux de Rogliano et de Luri. Il est supprimé par le décret du 26 février 2014, à compter des élections départementales de mars 2015[2]. Il est englobé dans le canton du Cap Corse.

## Représentation

### Conseillers généraux du canton de Rogliano (1833-1973)
| Période | Période                   | Identité                                            | Étiquette            | Qualité |
| ------- | ------------------------- | --------------------------------------------------- | -------------------- | --- |
| 1833    | 1839                      | Joseph Estela (?-1841)                              |                      | Juge de paix à Luri                                                                                        |
| 1839    | 1842                      | Georges Flach (1792-1863)                           |                      | Propriétaire à Rogliano, ancien auditeur au Conseil d'État de Naples Nommé juge de paix à Rogliano en 1841 |
| 1842    | 1848                      |                                                     |                      | |
| 1848    | 1855                      | Lucien Dominique Lucchetti                          |                      | Inspecteur de l'enregistrement à Ajaccio                                                                   |
| 1855    | 1861                      | Emmanuel Sigaudy (1811-1882)                        |                      | Procureur-général à Aix                                                                                    |
| 1861    | 1870                      | Jean Louis Flach (1827-1899)                        |                      | Employé des Postes et juge de paix à Luri                                                                  |
| 1870    | 1875 (décès)              | François Sylvestre Giovannetti (1822-1875)          |                      | Capitaine de vaisseau                                                                                      |
| 1875    | 1881                      | Emile Agénor Flach (frère de J.L.Flach) (1844-1917) | Républicain          | Avocat à la Cour d'appel de Bastia Consul des États-Unis et du Vénézuela                                   |
| 1881    | 1885 (décès)              | Alexandre Laurelli                                  |                      | Ancien Procureur de la République à Avignon                                                                |
| 1885    | 1892 (décès)              | Pierre-Marie Nicrosi                                |                      | Maire de Rogliano                                                                                          |
| 1892    | 1893                      | Louis Napoléon Mattéi                               | Républicain Aréniste | Industriel et Négociant à Bastia                                                                           |
| 1893    | 1893 (annulation)         | Sylvestre Bartoloméi                                | Droite               | Avocat, maire de Rogliano                                                                                  |
| 1893    | 1902 (démission d'office) | Louis Napoléon Mattéi                               | Républicain Aréniste | Industriel et Négociant à Bastia                                                                           |
| 1902    | 1925                      | Gaston Fantauzzi (1857-1936)                        | Républicain          | Banquier à Bastia Président de la Chambre de Commerce de Bastia                                            |
| 1925    | 1928                      | Louis Altieri                                       | Rad.ind.             | Maire de Barrettali                                                                                        |
| 1928    | 1940                      | César Campinchi                                     | Rad.                 | Avocat Député (1932-1941)                                                                                  |
|         |                           |                                                     |                      | |
| 1945    | 1955                      | Antoine Napoléoni (1898-1983)                       | DVD-RPF puis Rad.    | Médecin, Centuri                                                                                           |
| 1955    | 1973                      | Victor Lorenzi                                      | Rad. puis MRG        | Maire de Morsiglia                                                                                         |

### Conseillers d'arrondissement du canton de Rogliano (de 1833 à 1940)
| Période                                  | Période    | Identité                            | Étiquette   | Qualité |
| ---------------------------------------- | ---------- | ----------------------------------- | ----------- | --- |
| 1833                                     | 1839       | Georges Flach                       |             | Propriétaire à Rogliano                                                                                     |
| 1852                                     | 1855       | Jean-Charles Bettolacce (1826-1909) |             | Greffier en chef de la Cour d'appel de Bastia, propriétaire à Rogliano                                      |
| 1855                                     | 1861       | Pierre Solasca                      |             | |
| 1861                                     | après 1882 | Jean-Charles Bettolacce             |             | Greffier en chef de la Cour d'appel de Bastia, propriétaire à Rogliano                                      |
| 1892                                     | 1895       | M. Piétri                           |             | |
| 1895                                     | 1913       | A. Lantiéri                         | Républicain | |
| 1913                                     | 1919       | Domingo Giovannetti                 |             | Maire de Tomino                                                                                             |
| 1919                                     | 1931       | M. Palmiéri                         |             | |
| 1931                                     | 1940       | M. Raffucci                         | Radical     | |
| 1940                                     |            |                                     |             | Les conseils d'arrondissement ont été suspendus par la loi du 12 octobre 1940 et n'ont jamais été réactivés |
| Les données manquantes sont à compléter. |            |                                     |             | |

### Conseillers généraux du canton de Luri (1833-1973)
| Période                                  | Période          | Identité                                                | Étiquette                     | Qualité |
| ---------------------------------------- | ---------------- | ------------------------------------------------------- | ----------------------------- | --- |
| 1833                                     | 1839             | Joseph Estela (?-1841)                                  |                               | Juge de paix à Luri |
| 1839                                     | 1842             | Georges Flach (1792-1863)                               |                               | Propriétaire à Rogliano, ancien auditeur au Conseil d'État de Naples Nommé juge de paix à Rogliano en 1841, ancien conseiller d'arrondissement du canton de Rogliano                   |
| 1842                                     | 1848             | Antoine Jacques Benoit Giuseppi                         |                               | Propriétaire à Luri |
| 1848                                     | 1852             | Félix Giuseppi (1821-1894, fils du précédent)           | Républicain                   | Avocat, maire de Luri |
| 1852                                     | 1855             | André Paul Alessandrini                                 |                               | Propriétaire |
| 1855                                     | 1855             | Vincent Piccioni (1812-1897)                            | Centre droit                  | Bâtonnier des avocats de Bastia, propriétaire à Pino Maire de Bastia (1854-1858) Élu conseiller général du canton de Revel (Haute-Garonne) en 1860 Député de Haute-Garonne (1863-1870) |
| 1855                                     | 1870             | Félix Giuseppi (1821-1894)                              | Républicain                   | Propriétaire et avocat Maire de Luri (1852-1868) |
| 1870                                     | 1871             | Antoine Piccioni (1808-1880, frère de Vincent Piccioni) |                               | Médecin, maire de Bastia (1865-1868), propriétaire à Pino |
| 1871                                     | 1880             | Comte Mathieu Pierre Pozzo di Borgo (1834-1922)         | Républicain                   | Propriétaire rentier, Ajaccio |
| 1880                                     | 1894 (décès)     | Félix Giuseppi (1821-1894)                              | Républicain                   | Avocat, propriétaire Maire de Luri (1852-1868), (1872-1893) |
| 1894                                     | 1899 (démission) | Albert de Toméi                                         |                               | Avocat - Maire de Luri (1893-1899) |
| 1899                                     | 1909 (décès)     | Ange-Gaétan Astima                                      | Républicain Union des gauches | Député (1886-1889 et 1898-1906) Ancien maire de Cervione |
| 1909                                     | 1928             | Jean Franceschi                                         |                               | Maire de Luri (1900-1945) |
| 1928                                     | 1940             | François Marie Altieri (1861-1944)                      | Rad.ind.                      | Banquier, ancien agent consulaire à Cap-Haïtien Maire de Barrettali |
|                                          |                  |                                                         |                               | |
| 1945                                     | 1949             | Joseph Grégory                                          | SFIO                          | Directeur pédagogique de la Maison d'Enfants de Luri |
| 1949                                     | 1959 (démission) | François Marie Luiggi                                   | Rad.-CR                       | Banquier, Président de la Chambre de commerce de Bastia |
| 1959                                     | 1967             | Sauveur Léandri                                         | DVG                           | Maire de Luri (1947-1983) |
| 1967                                     | 1973             | Dominique Germoni                                       | UDR                           | Médecin à Luri |
| Les données manquantes sont à compléter. |                  |                                                         |                               | |

### Conseillers d'arrondissement du canton de Luri (de 1833 à 1940)
| Période                                  | Période | Identité                | Étiquette   | Qualité |
| ---------------------------------------- | ------- | ----------------------- | ----------- | --- |
| 1833                                     |         | M. Giuseppi             |             | Propriétaire à Luri, ancien juge de paix                                                                    |
|                                          |         |                         |             | |
| 1852                                     | 1864    | Dominique Toméi         |             | |
| 1864                                     | 1870    | Antoine Dominici        |             | Ancien receveur des postes, propriétaire à Luri                                                             |
| 1870                                     | ap.1882 | Philippe-Marie Giuseppi |             | Propriétaire à Pino, maire de Luri                                                                          |
|                                          |         |                         |             | |
| 1895                                     |         | M. Giuseppi             |             | |
|                                          |         |                         |             | |
| 1907                                     | 1913    | M. Luigi                | Républicain | |
| 1913                                     | 1919    | M. Palmieri             |             | Médecin |
|                                          |         |                         |             | |
| 1931                                     | 1937    | M. Dominici             | Radical     | Notaire |
| 1937                                     | 1940    | Sauveur Léandri         | RG          | |
| 1940                                     |         |                         |             | Les conseils d'arrondissement ont été suspendus par la loi du 12 octobre 1940 et n'ont jamais été réactivés |
| Les données manquantes sont à compléter. |         |                         |             | |

### Conseillers généraux du canton de Capobianco (1973-2015)
| Période          | Période          | Identité          | Étiquette           | Qualité |
| ---------------- | ---------------- | ----------------- | ------------------- | --- |
| 1973             | 1998             | Roger Franzoni    | MRG                 | Avocat Suppléant du député Émile Zuccarelli - Député (1992-1993 et 1997-2002) Maire de Pietracorbara Ancien conseiller général du Canton de Brando |
| 1998             | 2002 (démission) | Dominique Cervoni | SE                  | Menuisier Maire de Luri |
| 15 décembre 2002 | 2015             | François Orlandi  | PRG puis PS et app. | Agent d'affaires Maire de Tomino, 7e vice-président du Conseil général                                                                             |

- Résultats des élections cantonales

## Composition
Le canton de Capobianco comprenait dix communes et comptait 2 575 habitants, selon la population légale de 2012.
| Communes   | Population (2012) | Code postal | Code Insee |
| ---------- | ----------------- | ----------- | ---------- |
| Barrettali | 131               | 20228       | 2B030      |
| Cagnano    | 184               | 20228       | 2B046      |
| Centuri    | 211               | 20238       | 2B086      |
| Ersa       | 152               | 20275       | 2B107      |
| Luri       | 750               | 20228       | 2B152      |
| Meria      | 99                | 20287       | 2B159      |
| Morsiglia  | 138               | 20238       | 2B170      |
| Pino       | 148               | 20228       | 2B233      |
| Rogliano   | 560               | 20247       | 2B261      |
| Tomino     | 202               | 20248       | 2B327      |

## Démographie
| 1975  | 1982  | 1990  | 1999  | 2006  | 2011  | 2012  |
| ----- | ----- | ----- | ----- | ----- | ----- | ----- |
| 2 434 | 2 221 | 2 293 | 2 423 | 2 632 | 2 551 | 2 575 |